# Skierniewice (comune rurale)
Skierniewice è un comune rurale polacco del distretto di Skierniewice, nel voivodato di Łódź.
Ricopre una superficie di 131,67 km² e nel 2004 contava 6 750 abitanti.
Il capoluogo è Skierniewice, che non fa parte del territorio ma costituisce un comune a sé.